# Piotr Poliakov
Pour les articles homonymes, voir Poliakov.
Piotr Petrovitch Poliakov (Пётр Петрович Поляков), né en 1902 et mort en 1974, est un botaniste soviétique spécialiste des spermatophytes d'Asie centrale et du sud de la Sibérie. Il a notamment décrit le genre Neopallasia.

## Publications
- Tipy listvenničnich lesov Chakassii [Les types de forêts de feuillus de Khakassie], éd. Sibirskij Inst, 1929, 33 p.
- Botaniko-geografičeskie ocerki Kuzneckoj Kotloviny, Salaira i Zapadnoj Predsalairskoj Polosy [Études botanico-géographiques de la dépression de Kouznetsk, de Salaïr et de la zone de Salaïr] 1934, 62 p.
- V. P. Goloskokov et P. P. Poliakov, Opredelitel' rastenij semejstva marevych Kazachstana [Précis de la famille végétale des Chenopodiaceae du Kazakhstan], éd. Akad, 1955, 106 p.
- Systematics and origin of the Compositae, éd. Naouka, Alma-Ata, 1967